# Dear White People
Dear White People (Brasil: Cara Gente Branca ) é um filme estadunidense de 2014 de comédia e drama satírico, escrito, dirigido e co-produzido por Justin Simien. O filme concentra-se na escalada de tensões raciais em uma prestigiada faculdade da Ivy League na perspectiva de vários estudantes afro-americanos. Estrelam o filme os atores Tyler James Williams, Tessa Thompson, Teyonah Parris, Brandon P Bell, Kyle Gallner entre outros.
O filme estreou no Festival de Sundance em 18 de janeiro 2014, competindo e vencendo na categoria de prêmio especial do júri para talento revelação em drama. Além de uma versão teatral nos Estados Unidos, que estreou em 17 de outubro de 2014, a produção foi adaptada para uma websérie pela Netflix, lançada em 28 de abril de 2017.

## Enredo
Samantha White é uma aluna da universidade Winchester, uma escola prestigiosa e predominantemente branca. Com seu afiado e espirituoso programa de rádio Dear White People e seu livro independente, Ebony e Ivy, Sam causa uma revolta tanto na administração como no corpo estudantil, criticando os brancos e as transgressões racistas em Winchester. Quando Sam vence a eleição para chefe da casa  Armstrong/Parker, a irmandade de maioria afro-descendentes no campus, as tensões aumentam. Ao vencer a eleição, ela bate seu ex-namorado Troy Fairbanks, filho do reitor da escola.
Troy tem o sonho de ser um escritor cômico ao invés de um advogado, mas seu pai prefere que ele se encaminhe para um perfil profissional que as pessoas brancas já esperam dele e aceite nada menos do que o seu melhor. Coco tem um problema com Sam porque o produtor de TV de reality show que ela está tentando conquistar preferiria fazer um programa com uma garota inteligente de pele clara. Lionel Higgins, um estudante negro gay, tem uma chance de finalmente encontrar o seu lugar em Winchester por ser recrutado pelo líder de um grupo de estudantes brancos para escrever uma peça sobre Sam e a experiência de ser um estudante negro em Winchester. Quando Kurt, um estudante branco e filho do reitor da universidade, vêm com um tema blackface para a sua festa anual em resposta ao show provocativo de Sam, estudantes negros aparecem na festa, e um confronto se segue, levando a uma briga.

## Elenco
- Tessa Thompson ... Samantha "Sam" White
- Tyler James Williams ... Lionel Higgins
- Kyle Gallner ... Kurt Fletcher
- Teyonah Parris ... Colandrea "Coco" Conners
- Brandon P Bell ... Troy Fairbanks
- Malcolm Barrett ... Helmut West
- Dennis Haysbert ... Dean Fairbanks
- Brittany Curran ... Sophie Fletcher
- Marque Richardson ... Reggie
- Peter Syvertsen ... Presidente Hutchinson